# テミス (人工衛星)

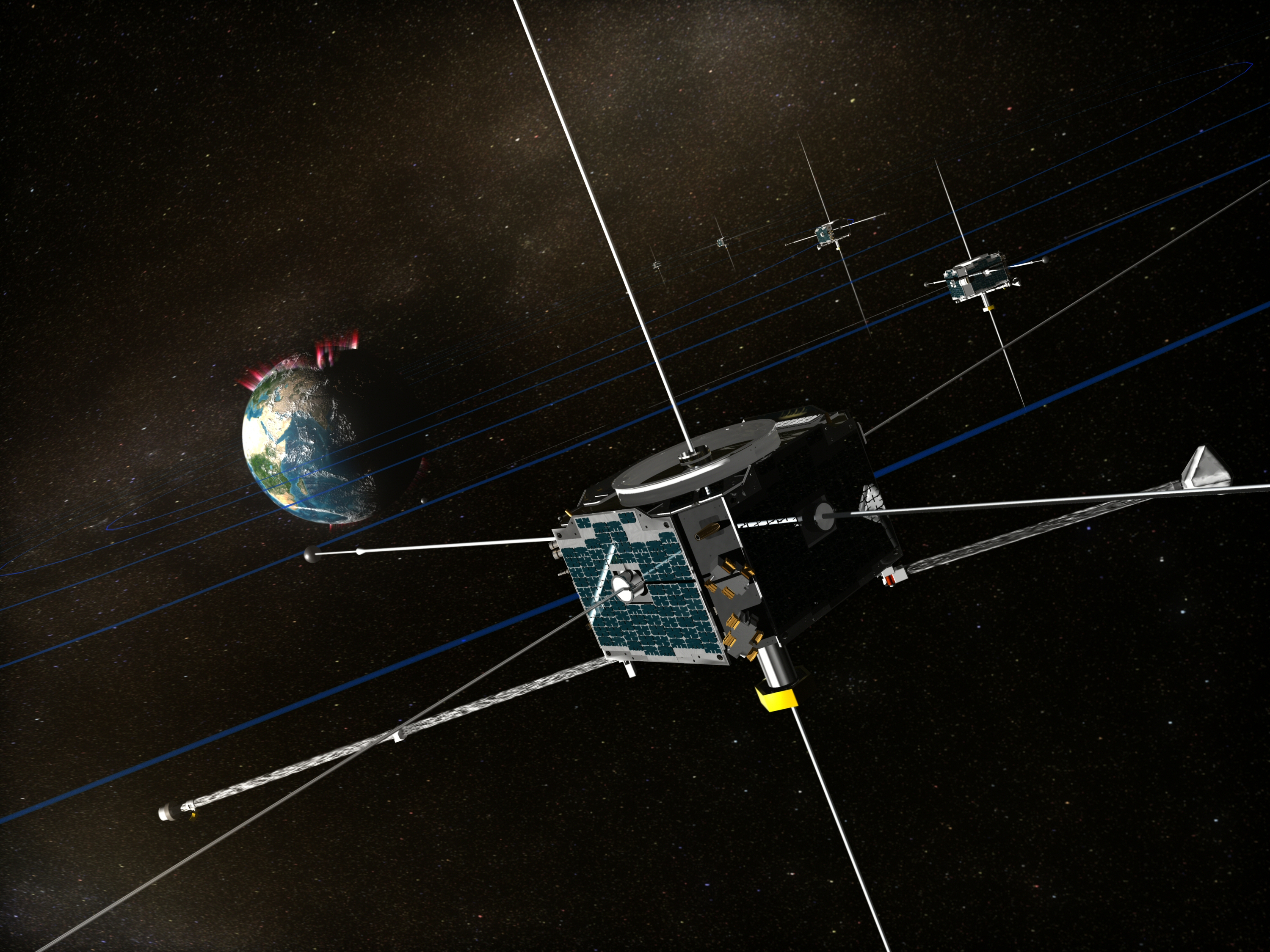
THEMIS（衛星軌道上）

THEMIS（テミス）は、アメリカ航空宇宙局 (NASA) の観測衛星。サブストーム（オーロラ嵐）の引き金となる現象を調べる。名称は Time History of Events and Macroscale Interactions during Substorms の頭字語。
地球磁気圏内に散らばった5機の衛星群が、サブストームの開始位置とその引き金となる過程を調査する。また、衛星軌道上での観測と共に北アメリカ20カ所の基地からオーロラを観測する。5機の衛星のうち、地球磁気圏で観測を続けているのは3機である。残りの2機は、月の近くの軌道に移され ARTEMIS（アルテミス; Acceleration, Reconnection, Turbulence and Electrodynamics of the Moon’s Interaction with the Sun）と改称された。
衛星はSwales Aerospaceにより製造された。地上基地の業務は、カリフォルニア大学バークレー校宇宙科学研究所（Space Sciences Laboratory）が担当している。

## 打ち上げ

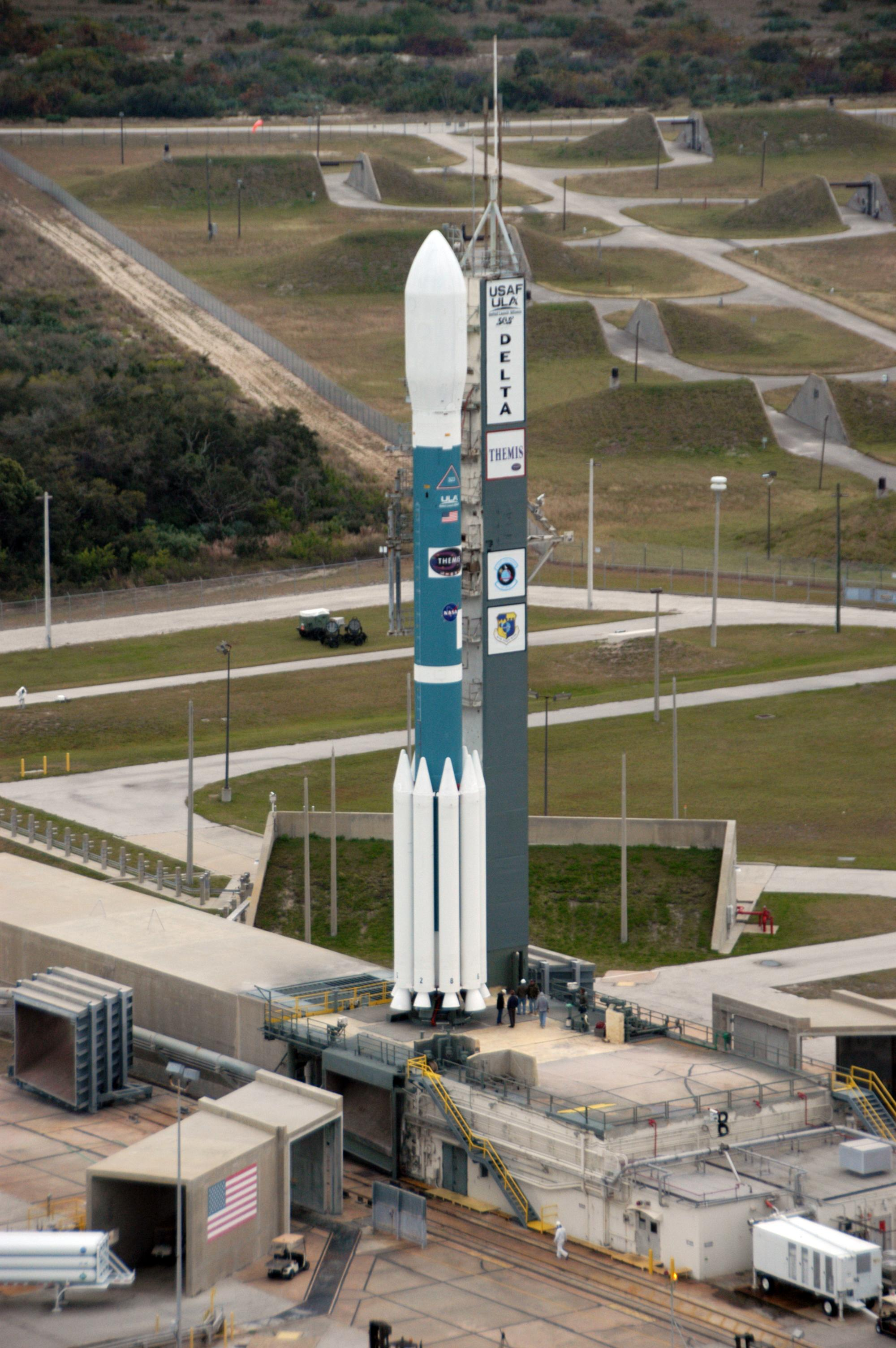
THEMIS, atop a Delta II 7925 rocket, at LC-17B, Cape Canaveral.

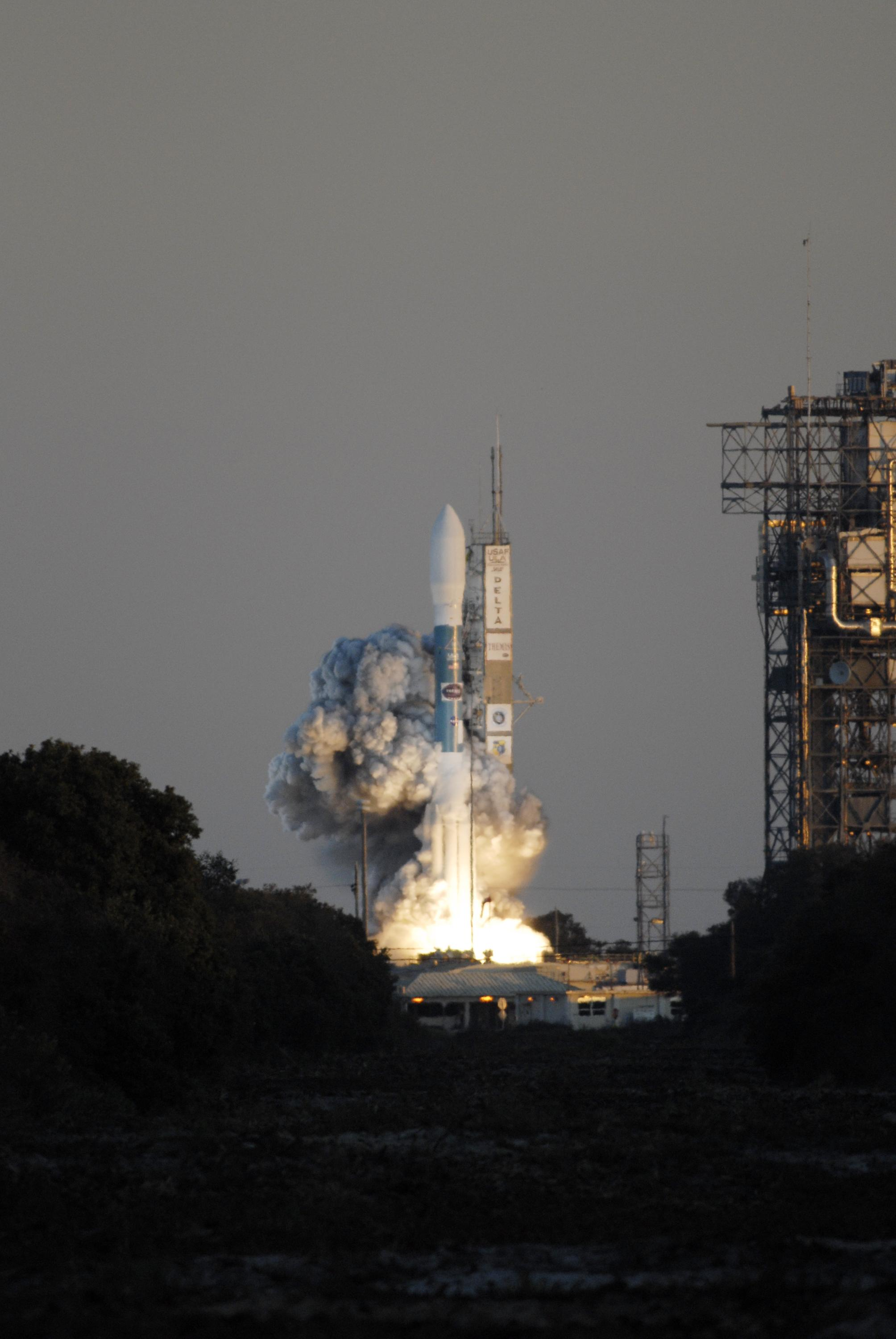
THEMISの打ち上げ

2007年2月17日23:01:00 UTC (18:01 EST)  SpaceFlight Now、ケープカナベラル空軍基地第17番発射台からデルタIIロケットによって打ち上げられた。なお、打ち上げ予定は4回に渡って延期されている。
- 2006年10月19日：デルタIIロケットの準備により延期（太陽観測衛星STEREOの打ち上げにも影響した）
- 2007年2月13日：燃料補給により延期
- 2007年2月15日：24時間延期
- 2007年2月16日：高度の気流の為に延期

## 搭載観測装置
- Instrument Data Processing Unit (IDPU)
- Electric Field Instruments (EFI)
- Flux Gate Magnetometer (FGM)
- Search Coil Magnetometers (SCM)
- Electrostatic analyzer|Electrostatic Analyzer (ESA)
- Solid State Telescope (SST)

### 地上観測装置
- Ground-Based All-Sky Imager (ASI) Array
- Ground-Based Magnetometer (GMAG) Array